# Broseley
Broseley – miasto w Anglii, w hrabstwie Shropshire. Leży 22 km na południowy wschód od miasta Shrewsbury i 203 km na północny zachód od Londynu. Miasto liczy 4912 mieszkańców.